# Lễ hội Băng đăng Quốc tế Cáp Nhĩ Tân
Lễ hội Băng đăng Quốc tế Cáp Nhĩ Tân (tiếng Trung: 哈尔滨国际冰雪节; bính âm: Hā'ěrbīn Guójì Bīngxuě Jié) là lễ hội hàng năm tại thành phố Cáp Nhĩ Tân là một trong bốn lễ hội băng tuyết lớn nhất thế giới cùng với Festival Tuyết Sapporo, Carnival Mùa đông Thành phố Québec và Festival Trượt tuyết tại Na Uy. Lễ hội được tổ chức lần đầu vào năm 1963 và từng bị gián đoạn vài năm trong thời gian diễn ra cuộc Cách mạng Văn hóa, sau đó được khôi phục lại vào năm 1985.
Thành phố Cáp Nhĩ Tân là thủ phủ của tỉnh Hắc Long Giang, Trung Quốc. Đây là một trong những điểm nổi tiếng về văn hóa băng tuyết trên thế giới. Về mặt địa lý, thành phố thuộc khu vực Đông Bắc Trung Quốc, chịu ảnh hưởng trực tiếp của gió mùa đông lạnh từ Xibia thổi về. Nhiệt độ trung bình vào mùa hè là 21,2 °C, mùa đông là -16,8 °C. Mùa đông thậm chí có thể xuống đến -38,1 °C.
Lễ hội bắt đầu vào ngày 5 tháng 1 và kéo dài một tháng. Tuy nhiên, tùy theo tình hình thời tiết mà triển lãm băng có thể mở sớm hơn và kéo dài lâu hơn. Công nghệ trang trí tác phẩm điêu khắc băng bao gồm từ các phương thức hiện đại (dùng đèn laze) đến truyền thống (đèn lồng băng). Có biểu diễn đèn băng tại các công viên trong thành phố. Các hoạt động mùa đông trong lễ hội bao gồm trượt tuyết Anpơ Yabuli, bợi lội trên sông Tùng Hoa và triển lãm lồng đèn băng tại Vườn Triệu Lâm.
Lễ hội năm 2007 mang chủ đề Canada, nhằm tưởng niệm bác sĩ Norman Bethune. Lễ hội này cũng được ghi vào Sách Kỷ lục Guinness với bức tượng tuyết lớn dài nhất: 250 m, cao 8,5  m, được chế tạo từ hơn 13.000  m² tuyết.
Lễ hội Băng đăng quốc tế lần thứ 28 khai mạc vào đêm 5 tháng 1 năm 2012.

## Xây dựng
Những tảng băng lấy từ bề mặt sông Tùng Hoa được cắt ra thành từng khối bằng cưa. Nhiều loại cưa khác nhau được các nghệ nhân điêu khắc băng sử dụng để tạc nên những tác phẩm khổng lồ. Nhiều nghệ nhân đã phải thiết kế và làm việc ngày đêm để kịp khai trương lễ hội. Nước khử icon cũng được sử dụng để tạo ra những khối băng trong suốt như thủy tinh, làm cho những công trình điêu khắc rõ ràng hơn là trong mờ. Những ánh đèn nhiều màu sắc cũng được dùng để tạo màu sắc cho băng, tạo nên những cảnh quan điêu khắc khác nhau vào ban đêm khi đèn được thắp lên. Một số tác phẩm điêu khắc bằng băng được làm từ những năm trước đó, bao gồm: những công trình và tượng đài của nhiều phong cách và thể loại kiến trúc khác nhau, hình ảnh động vật, con người, hình ảnh trong truyền thuyết, những con dốc trơn hoặc đèn lồng. Ngoài những hoạt động giải trí mùa đông tại Cáp Nhĩ Tân, những công trình băng khổng lồ tinh xảo này là điểm mấu chốt thu hút du khách từ khắp nơi trên thế giới đến tham dự lễ hội.

## Hình ảnh

Lễ hội Băng đăng Quốc tế Cáp Nhĩ Tân 2010
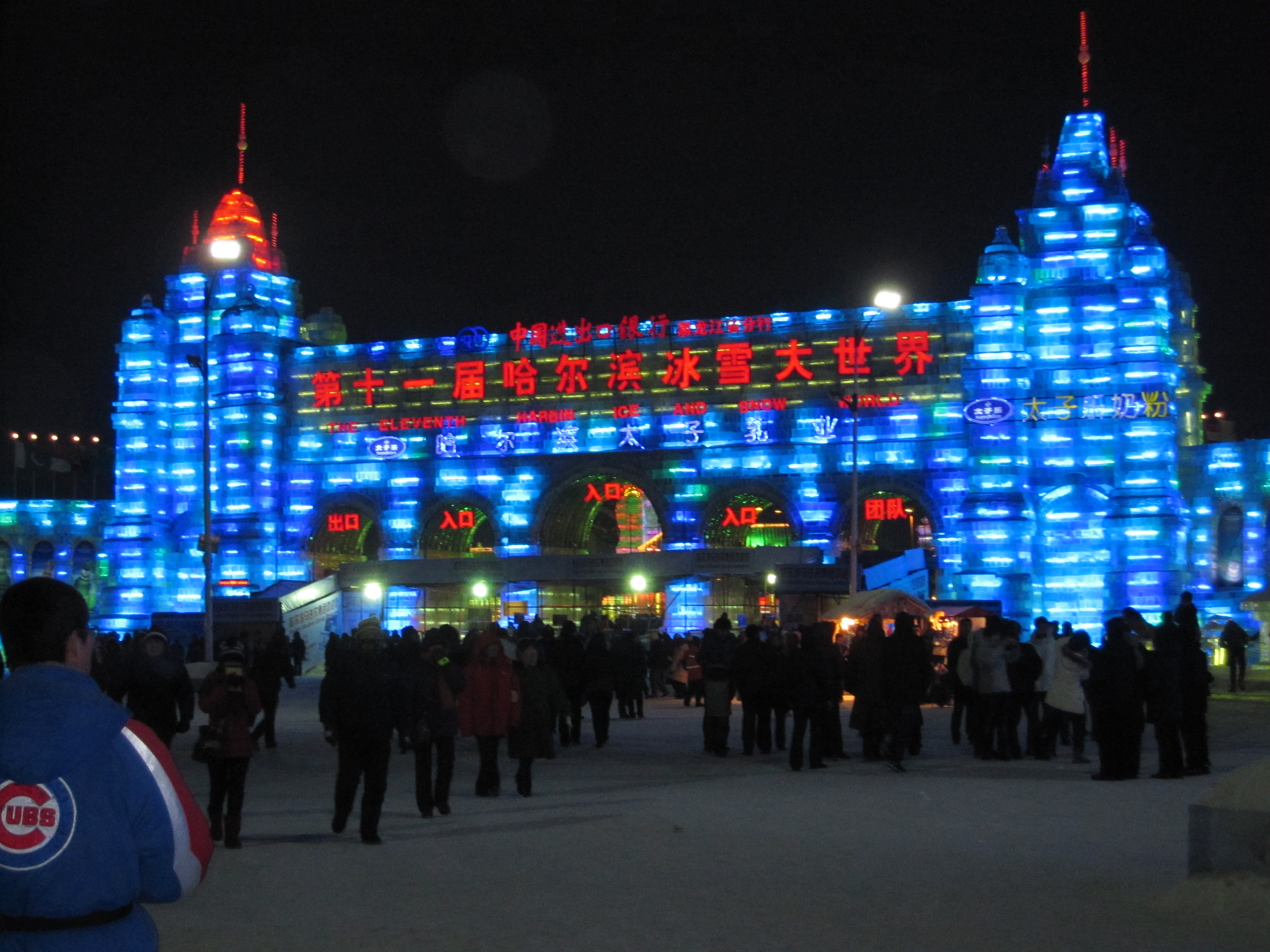
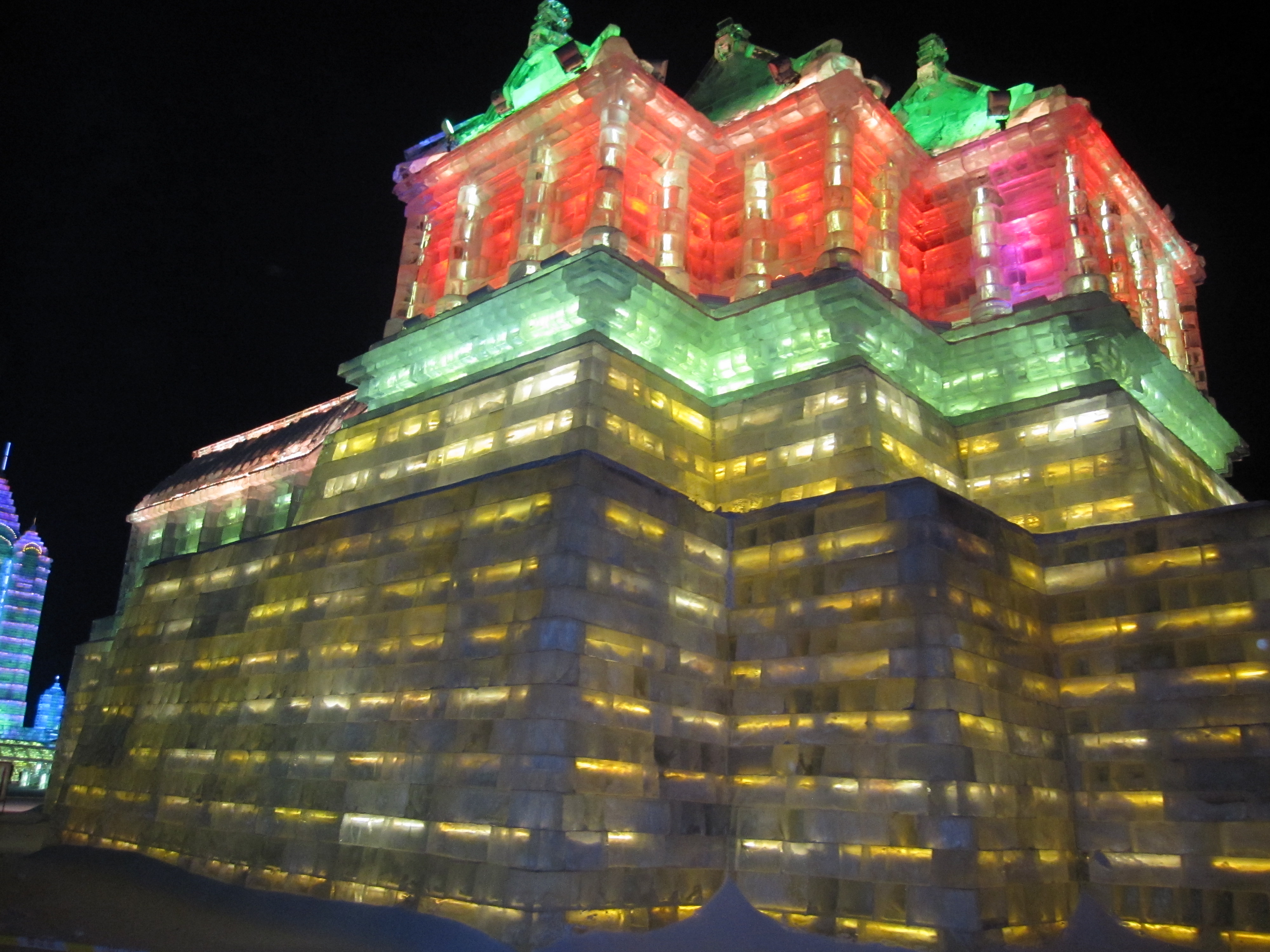
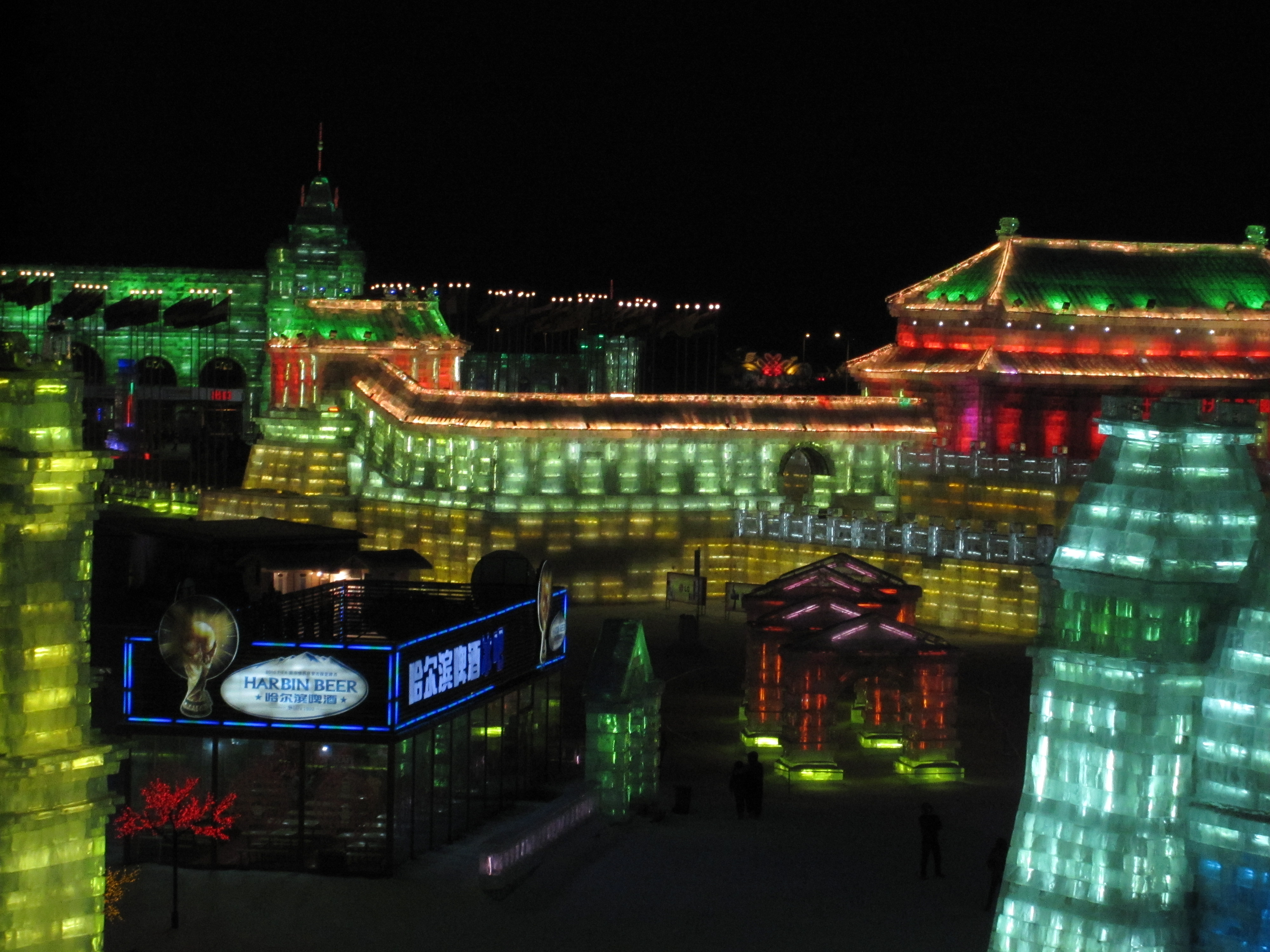
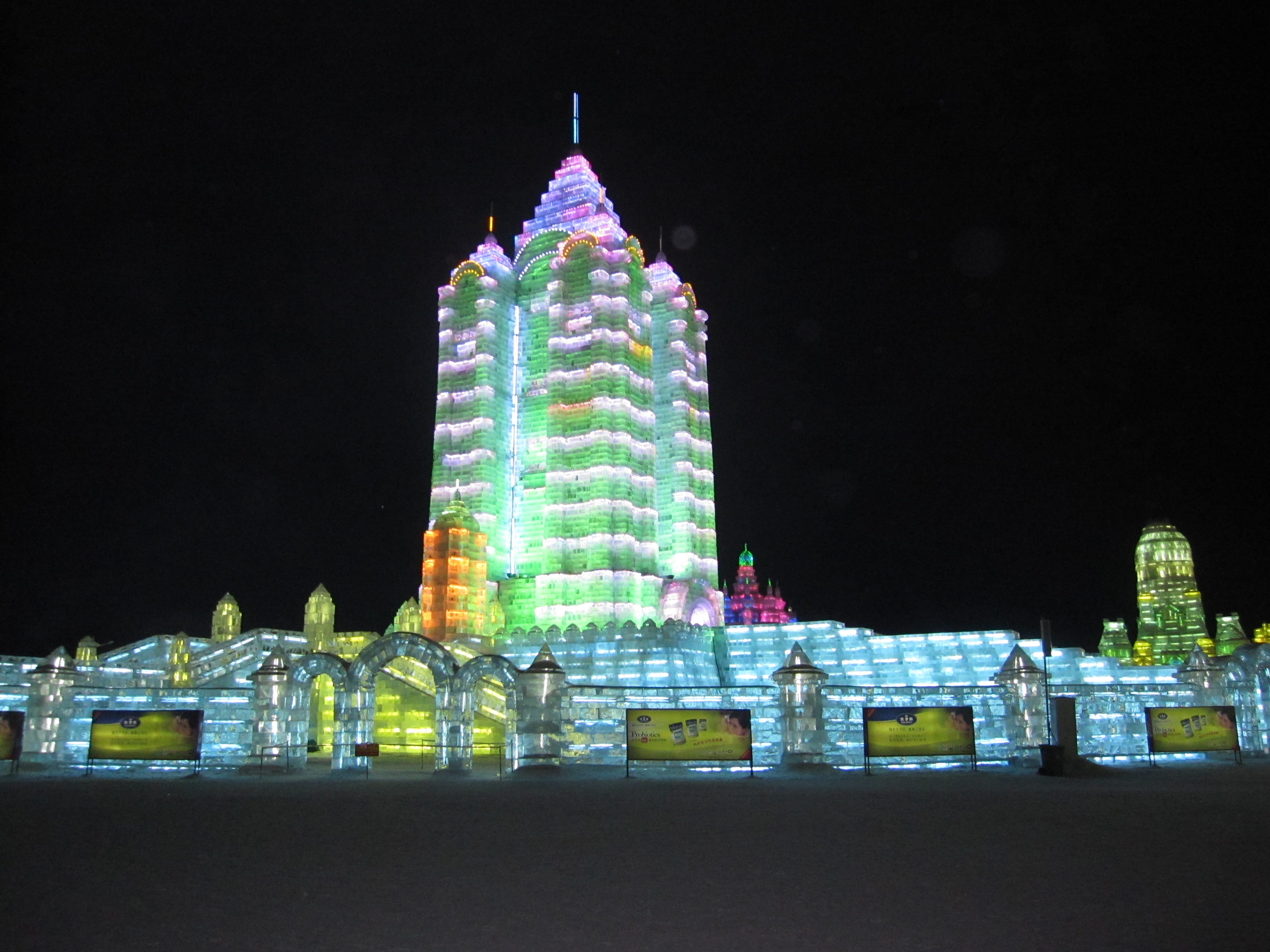
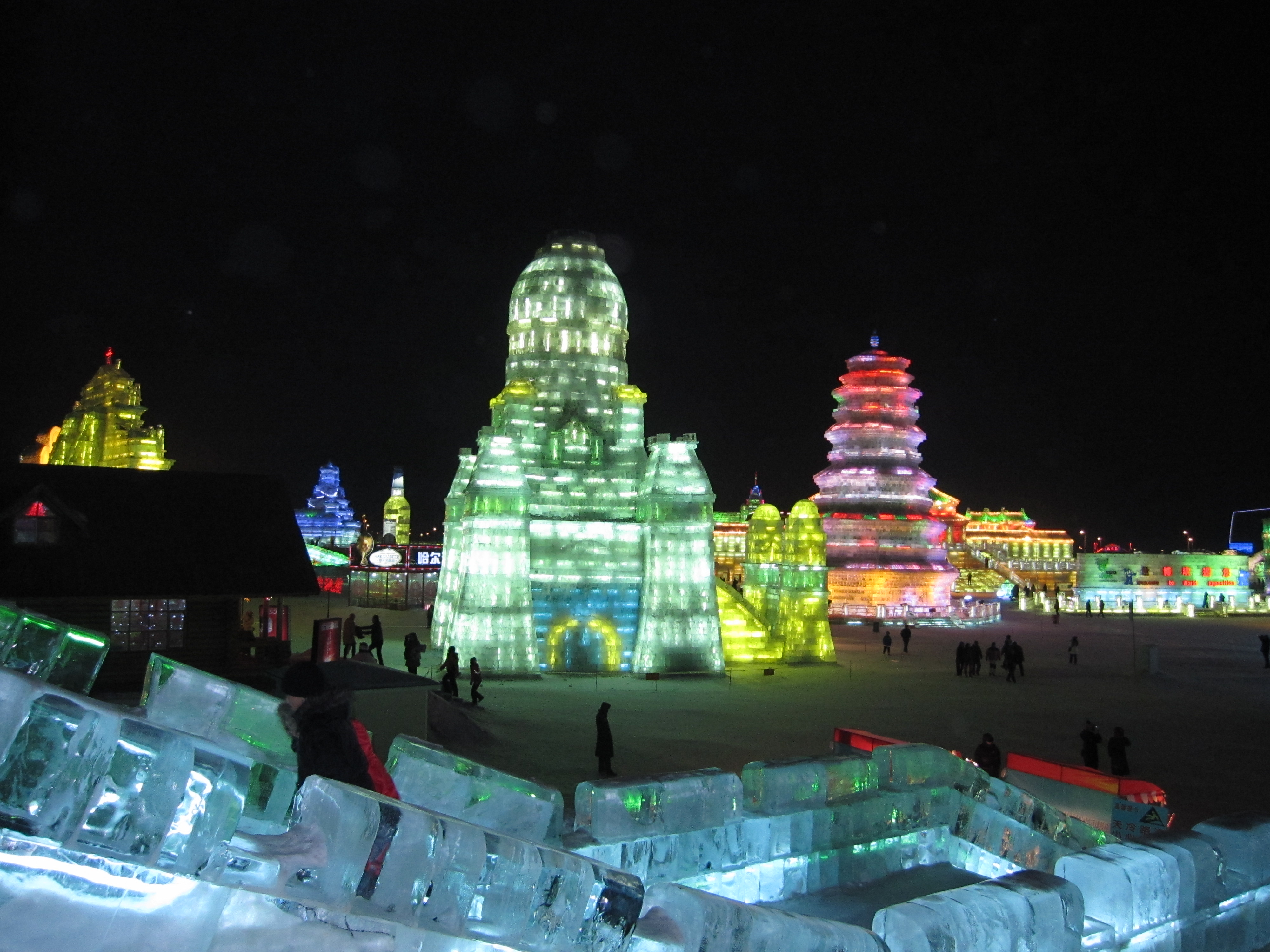
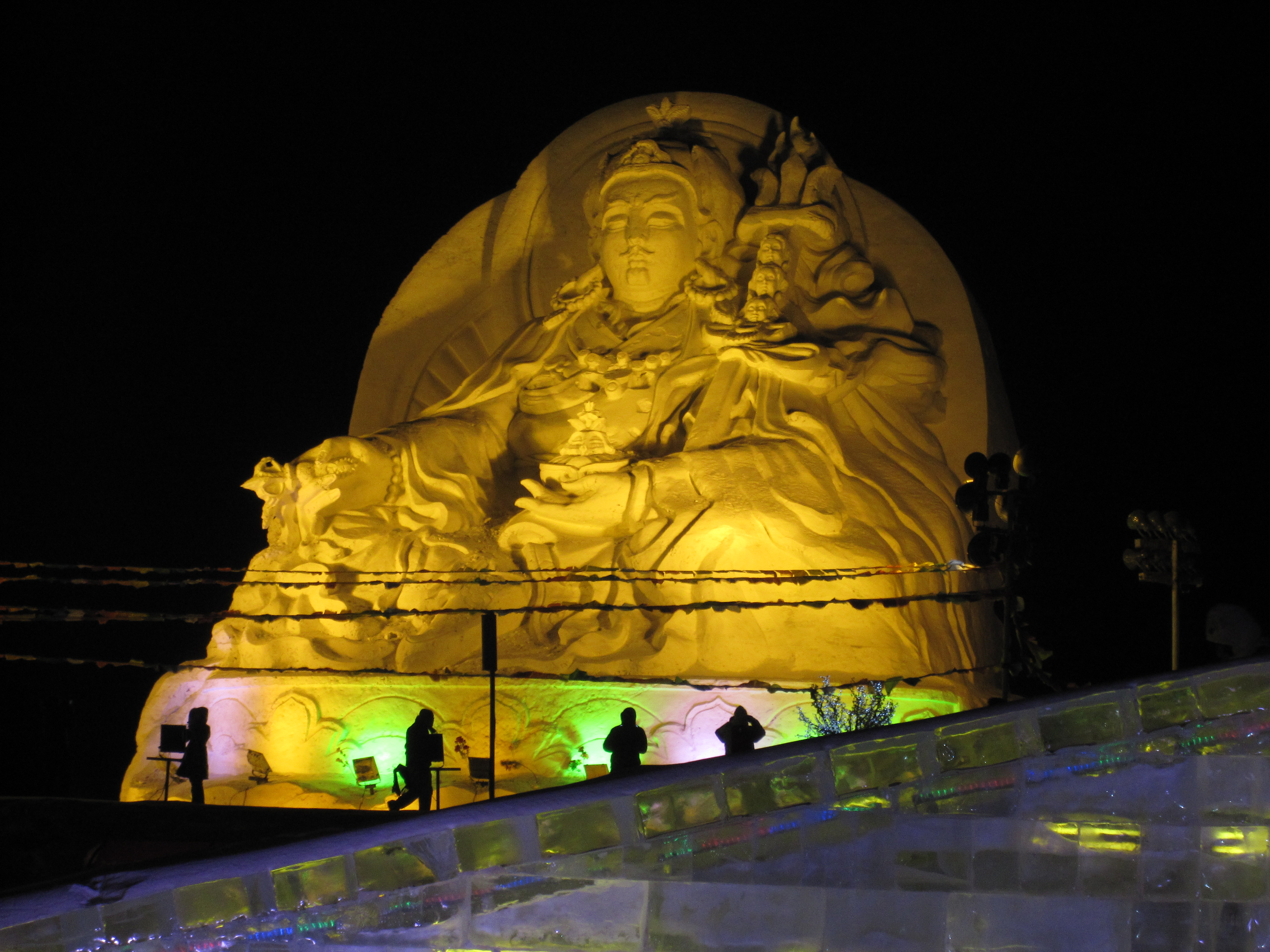
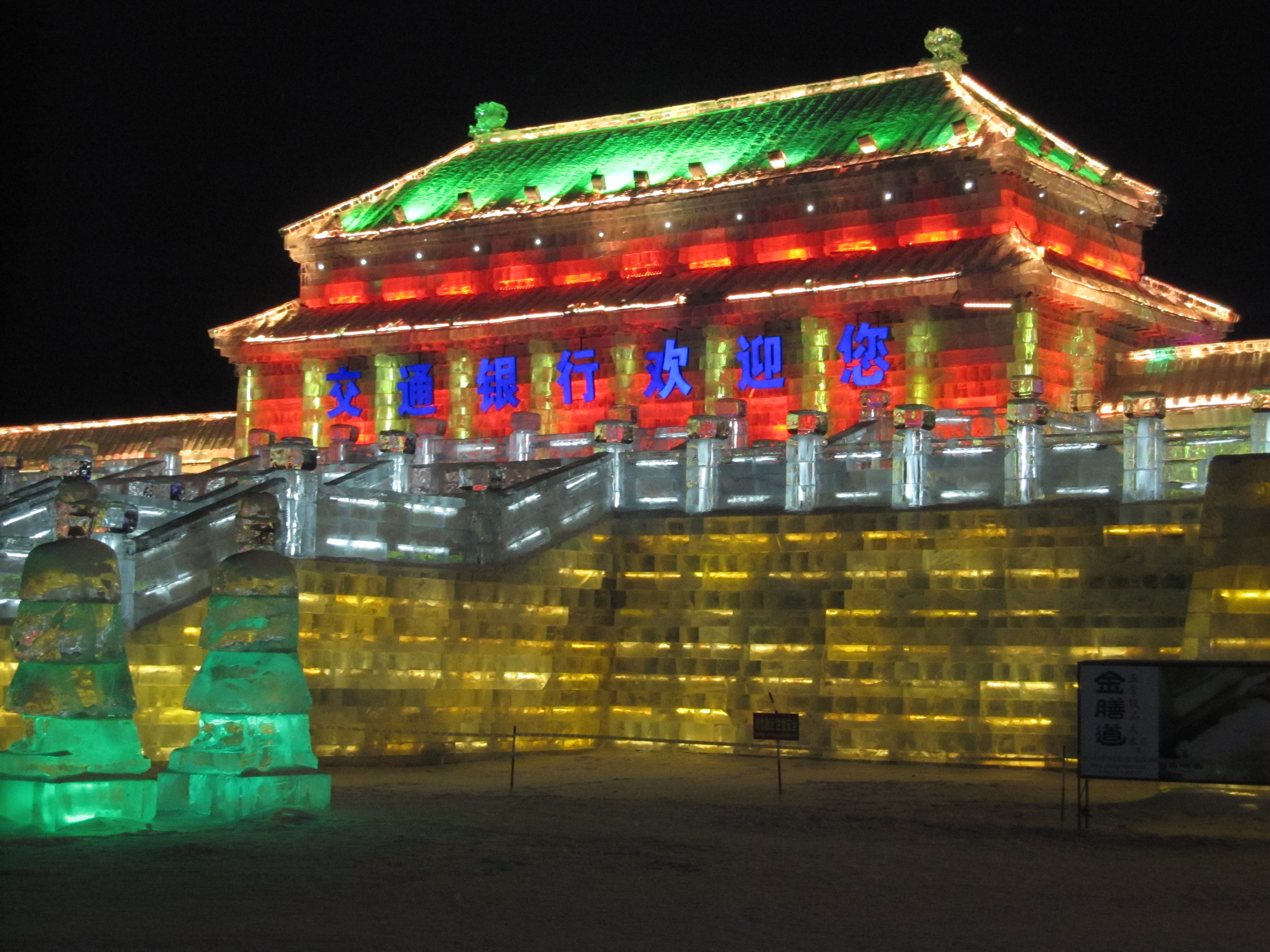
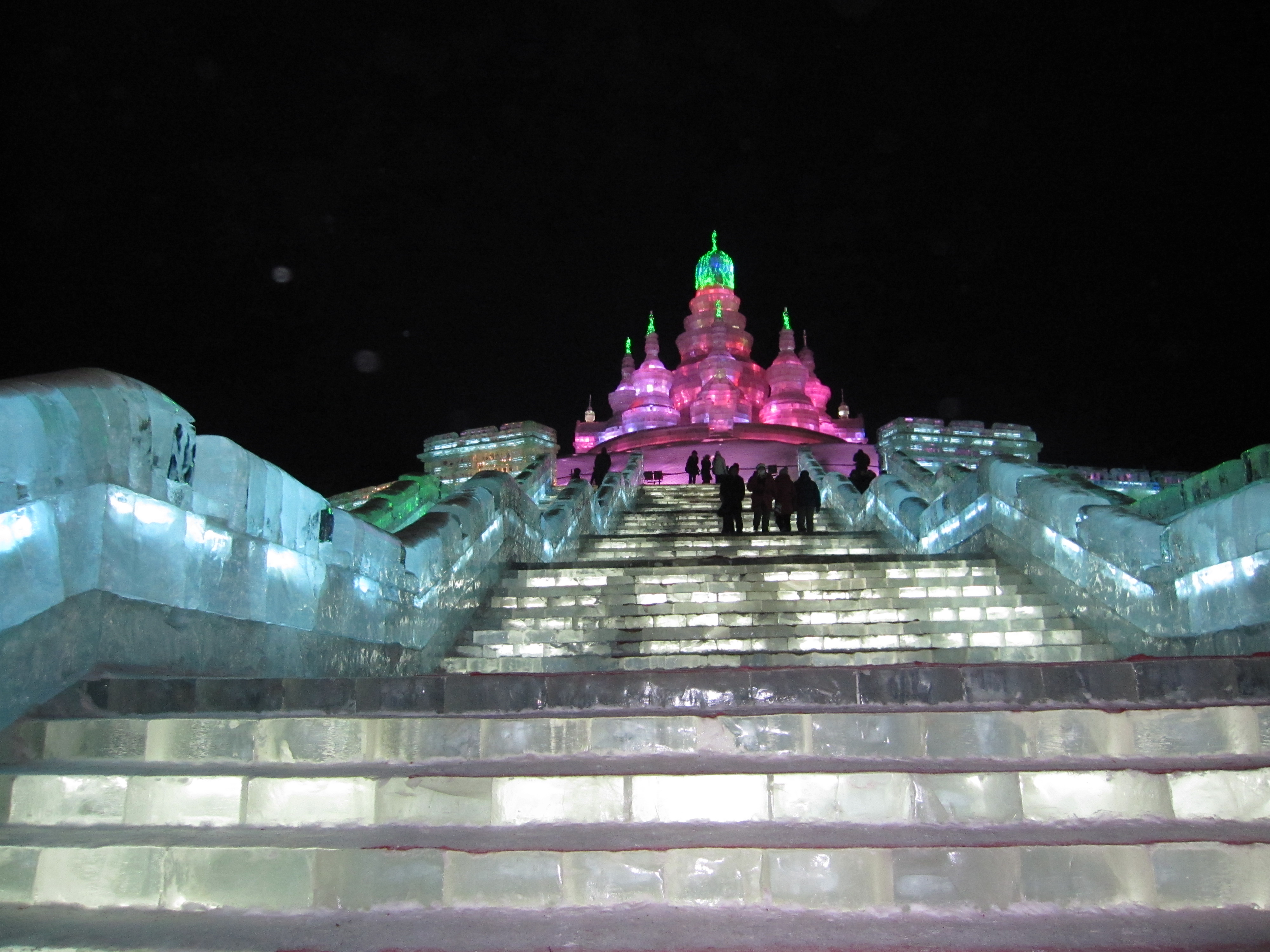